# Quarteto de cordas n.º 1 (Tchaikovski)
O Quarteto de cordas Nº 1 em Ré maior, op. 11, foi escrito pelo compositor Piotr Ilitch Tchaikovski em fevereiro de 1871.
Teve sua estreia em Moscou, Rússia, em 28 de março de 1871, e foi dedicado a Sergei Rachinsky.
Tchaikovski também escreveu um arranjo do segundo movimento para violoncelo e orquestra.

## Movimentos
1. Moderato e semplice
2. Andante cantabile
3. Scherzo — Allegro non tanto e con fuoco
4. Finale — Allegro giusto

## Instrumentação
- 2 Violinos
- 1 Viola
- 1 Violoncelo

## Duração
O Quarteto de cordas n.º 1 dura aproximadamente 30 minutos.